# Laws in Wales Acts 1535 and 1542
I Laws in Wales Acts del 1535 e 1542 (in gallese: Y Deddfau Cyfreithiau yng Nghymru 1535 a 1542, in italiano: Atti sulle leggi nel Galles del 1535 e 1542) sono due leggi del 1535 e del 1542 in base ai quali il sistema legale del Galles è integrato con quello del Regno d'Inghilterra. L'intenzione era quella di creare un unico stato e giurisdizione legale. Gli Atti furono approvati durante il regno del re Enrico VIII d'Inghilterra, che proveniva dalla dinastia Tudor gallese, e sono talvolta indicati come Atti di Unione.

## Contesto

Bandiera del Regno d'Inghilterra.

Bandiera del Galles.

Quando il Galles del Nord fu conquistato nel 1282-1283, fino all'adozione dei Laws in Wales Acts il sistema amministrativo in Galles era rimasto lo stesso. Attraverso lo Statuto di Rhuddlan nel 1284, il territorio dei governanti gallesi nativi era stato diviso nelle cinque contee di Anglesey, Caernarfon, Ceredigion, Carmarthen e Merioneth. Sebbene le cinque contee fossero soggette al diritto penale inglese, era il feudo personale del re d'Inghilterra e il diritto gallese continuò ad essere in uso in materia civile. Il resto del Galles, ad eccezione della contea di Flint che faceva parte del principato, e dei domini reali di Glamorgan e Pembroke, era costituito da molti piccoli regni aristocratici diversi, le Marche gallesi, ciascuno con le proprie corti, leggi e costumi.
Quando Enrico VII salì al trono nel 1485, non fu apportato alcun cambiamento al sistema di governo del paese. Ma era preoccupato per il potere dei principi gallesi e per l'illegalità e il disordine nel paese di confine del Galles. Per far fronte a ciò, il Consiglio del Galles e delle Marche, che era stato istituito sotto il regno di Edoardo IV, fu rianimato. In effetti, molti dei domini erano passati nelle mani della corona dopo che molti dei principi di frontiera morirono durante la Guerra delle due rose.
Enrico VIII non vide la necessità di riformare il Galles all'inizio del suo regno, ma gradualmente subì una minaccia dai principi rimanenti e incaricò il capo della sua amministrazione, Thomas Cromwell, di cercare di trovare una soluzione. La sua soluzione era quella di annettere o incorporare il Galles, che, insieme ad altri importanti cambiamenti allo stesso tempo, portò alla creazione dell'Inghilterra come un moderno stato sovrano.
Gli atti sono stati chiamati "Atti di Unione", ma non erano ampiamente conosciuti con quel nome fino al 1801, quando lo storico Owen Edwards diede loro quel nome - un nome fuorviante perché gli atti avevano lo scopo di armonizzare le leggi, non di stabilire un'unione politica.

## Gli effetti delle leggi
Queste leggi hanno avuto anche effetti successivi nell'amministrazione del Galles:
- le signorie delle Marche furono abolite come unità politiche e furono stabilite cinque nuove contee (Monmouthshire, Brecknockshire, Radnorshire, Montgomeryshire e Denbighshire), creando un Galles di 13 contee;[2]
- le altre aree della signoria furono annesse a Shropshire, Herefordshire, Gloucestershire, Glamorgan, Carmarthenshire, Pembrokeshire, Ceredigion e Merionethshire;[3]
- i confini del Galles sono stati stabiliti e sono rimasti gli stessi da allora - una conseguenza che non era prevista, il Galles è stato incorporato in Inghilterra, ma lo status del Monmouthshire era ancora ambiguo prima del 1974;
- i tribunali delle signorie delle Marche hanno perso il diritto di giudicare le cause penali gravi;
- viene introdotto l'ufficio del giudice di pace;
- il Galles ha eletto membri per rappresentarlo nel Parlamento d'Inghilterra (Westminster);[4]
- viene istituito per motivi legali il Consiglio del Galles e delle Marche;[5]
- viene istituita la Corte delle grandi sessioni, un sistema peculiare del Galles;[5][6]
- viene nominato uno sceriffo in ogni contea, insieme ad altri ufficiali di contea, come in Inghilterra.[7]

Queste misure non erano impopolari tra i gallesi, che riconoscevano di averle poste in uno stato giuridico di uguaglianza con gli inglesi. La reazione delle élite gallesi dell'epoca e dei secoli successivi fu molto simile: gratitudine per le leggi introdotte, che rendevano il Galles un paese pacifico e ordinato.
Fu solo molto più tardi che molti gallesi iniziarono a considerare, come A. O. H. Jarman, "che i privilegi della cittadinanza furono dati ai gallesi solo a condizione che dimenticassero il loro passato particolare e la loro personalità, che negassero il loro galitudine e si fondessero con l'Inghilterra."
Nonostante storici come G. R. Elton, che trattavano gli Atti semplicemente come un trionfo dell'efficacia dei Tudor, gli storici britannici e gallesi moderni sono più inclini a studiare le prove degli effetti dannosi degli Atti sull'identità, la cultura e la sua economia. Poiché la nobiltà gallese ha abbracciato le azioni e ha tentato di fondersi con l'aristocrazia inglese, la maggior parte della popolazione potrebbe aver incontrato difficoltà, di fronte a un sistema giuridico ed economico la cui lingua e casa erano sconosciute.

## Un nuovo parlamento gallese
Nel 1999, dopo quasi cinque secoli, è stato istituito un parlamento gallese dopo che un referendum in Galles il 18 settembre 1997 era favorevole. Il nuovo parlamento non ha gli stessi poteri del vecchio parlamento gallese, poiché il Galles rimane una nazione del Regno Unito.